# Лозица (Дубровник)
Лозица је насељено место у саставу града Дубровника, Дубровачко-неретванска жупанија, Република Хрватска.

## Историја
До територијалне реорганизације у Хрватској налазила се у саставу старе општине Дубровник. Као самостално насељено место, Лозица постоји од пописа 2001. године. Настало је издвајањем дела насеља Затон.

## Становништво
На попису становништва 2011. године, Лозица је имала 146 становника. За национални састав 1991. године погледати под Затон.
| Број становника по пописима | Број становника по пописима | Број становника по пописима | Број становника по пописима | Број становника по пописима | Број становника по пописима | Број становника по пописима | Број становника по пописима | Број становника по пописима | Број становника по пописима | Број становника по пописима | Број становника по пописима | Број становника по пописима | Број становника по пописима | Број становника по пописима | Број становника по пописима |
| --------------------------- | --------------------------- | --------------------------- | --------------------------- | --------------------------- | --------------------------- | --------------------------- | --------------------------- | --------------------------- | --------------------------- | --------------------------- | --------------------------- | --------------------------- | --------------------------- | --------------------------- | --------------------------- |
| 1857                        | 1869                        | 1880                        | 1890                        | 1900                        | 1910                        | 1921                        | 1931                        | 1948                        | 1953                        | 1961                        | 1971                        | 1981                        | 1991                        | 2001                        | 2011                        |
| 0                           | 0                           | 15                          | 3                           | 11                          | 16                          | 0                           | 0                           | 26                          | 31                          | 34                          | 43                          | 0                           | 0                           | 115                         | 146                         |

Напомена: У 2001. настало издвајањем из насеља Затон. Од 1953. до 1971. исказивано под именом Лозница. У 1857, 1869, 1921, 1931, 1981. и 1991. подаци су садржани у насељу Затон.